# Huntington (Virgínia)
Huntington é uma Região censo-designada localizada no estado norte-americano da Virginia, no Condado de Fairfax.

## Demografia
Segundo o censo norte-americano de 2000, a sua população era de 8325 habitantes.

## Geografia
De acordo com o United States Census Bureau tem uma área de 2,0 km², dos quais 2,0 km² cobertos por terra e 0,0 km² cobertos por água.

## Localidades na vizinhança
O diagrama seguinte representa as localidades num raio de 8 km ao redor de Huntington.